# Edmund Schaufelbühl

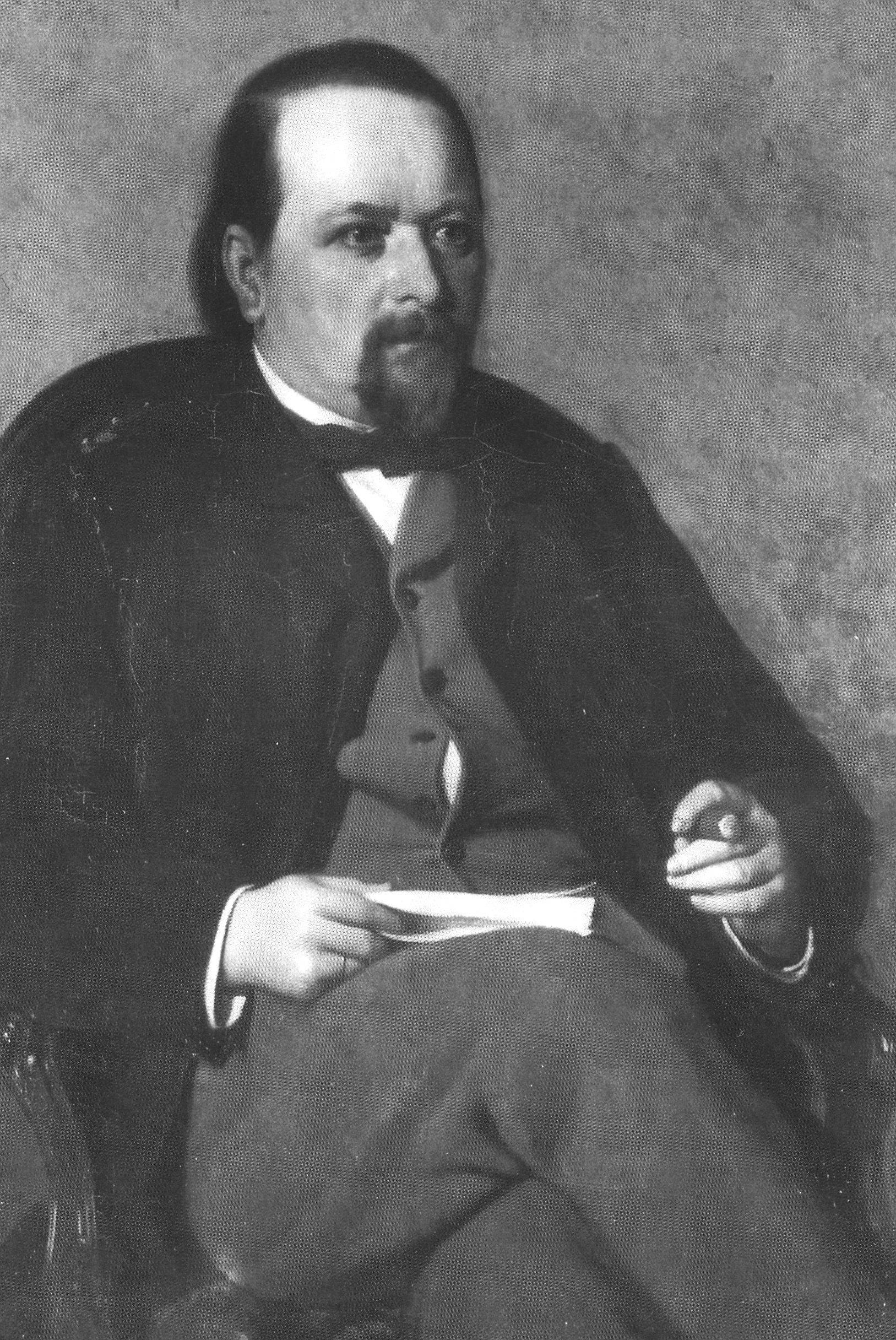
Edmund Schaufelbühl

Edmund Schaufelbühl (* 13. Dezember 1831 in Bad Zurzach, Kanton Aargau; † 13. Dezember 1902 in Baden) war ein Schweizer Arzt und Klinikdirektor.

## Leben und Werk

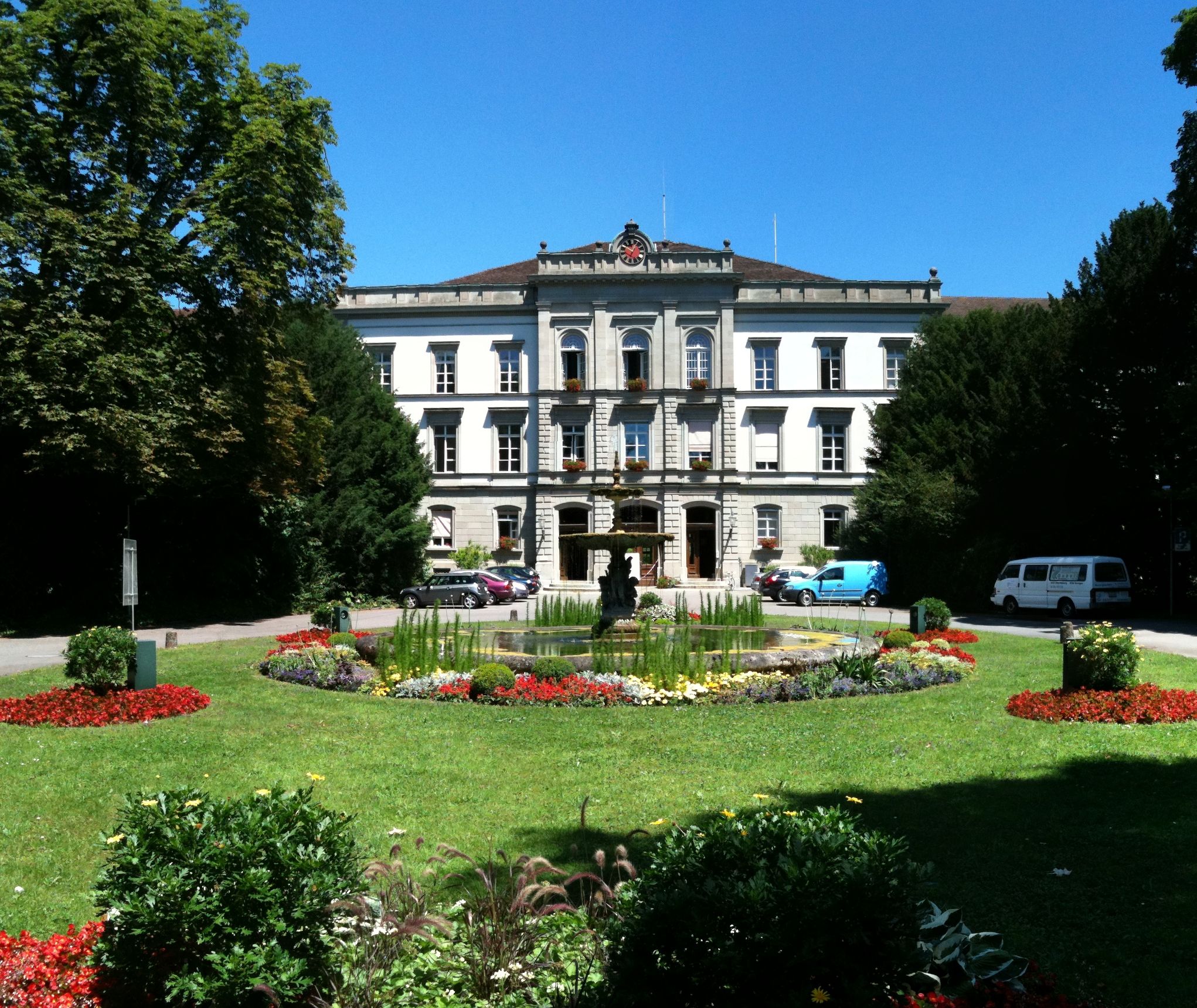
Psychiatrische Klinik Königsfelden

Edmund Schaufelbühl war der Sohn des Udalrich Schaufelbühl und studierte ab 1851 Medizin an der Universität Zürich, wo ihn besonders Carl Ludwig beeinflusste. Anschliessend studierte er an der Universität Würzburg bei Rudolf Virchow und Albert von Koelliker.
Schaufelbühl liess sich 1855 in Aarau nieder und praktizierte vorerst in Zurzach. 1862 wurde er zum Kantonsspitalarzt im ehemaligen Kloster Königsfelden, das 1804 vom Kanton Aargau übernommen worden war.
Nach Schaufelbühls eigenen Plänen wurde im ehemaligen Kloster die Heil- und Pflegeanstalt Königsfelden gebaut, deren erster Direktor er 1871 wurde. Die Klinik wurde zu einer Musteranstalt, die im In- und Ausland hohes Ansehen genoss und vielfach zum Vorbild genommen wurde. Seit 1868 dient der westlich des Klosters neu gebaute Gebäudekomplex als psychiatrische Klinik.
Schaufelbühl schlug alle angebotenen Professuren aus und blieb Königsfelden treu. Er beteiligte sich massgebend an den Arbeiten für den Neubau und der Organisation des Kantonsspitals Aarau.
Während der Jahre wirkte Schaufelbühl als Mitglied der Sanitätskommission, als Inspektor der Kantonsschule und als Präsident der Medizinischen Gesellschaft des Aargaus. 1888 verlieh ihm die Regierung die goldene Verdienstmedaille. 1891 beendete er seine ärztliche Tätigkeit.
Schaufelbühl war mit Fanny Meyer, Tochter des Jakob Mayer-Attenhofer verheiratet. Die Ehe blieb kinderlos.